# Katushpada pitham

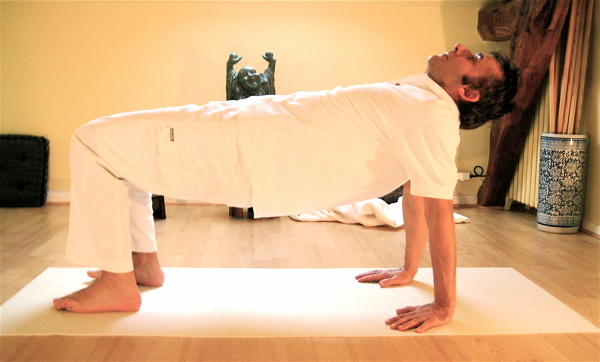
Tafel met vier Poten
Katushpada Pitham

Katushpada Pitham (Sanskriet voor tafel met vier poten) ook wel Omgekeerde Tafel is een houding of asana.
De Tafel met vier Poten moet niet verward worden met de Tafelhouding die andersom, met de buik onder wordt uitgevoerd en waarbij de knieën en de handen op de grond staan.
| Sanskriet | vertaling   |
| katus     | vier        |
| pada      | voet, been  |
| pitham    | stoel, bank |

## Beschrijving
De Tafel met vier Poten begint in de Dandasana (Stafhouding), ofwel zittend in een hoek van 90° met de handen achter de heupen. De houding is het eenvoudigst uit te voeren, wanneer de vingers naar buiten gericht zijn. Er kan ook voor gekozen worden om ze in de lengte van het lichaam of naar lichaam toe te wijzen. Trek de voeten op, zodat ze ter hoogte komen van waar de knieën zich bevonden. Adem in en druk het lichaam in de armen en voeten omhoog, totdat de voorkant van het lichaam geheel horizontaal komt te staan en met de armen en de onderbenen een hoek van 90° vormt. Buig ook het hoofd zodat ook die in een rechte lijn met de rest van het lichaam komt. Houdt deze oefening enkele ademhalingen vast.
De Tafel met vier Poten lijkt op het Wiel, die echter een ronding van de buik heeft en anders wordt ingezet.